# Abbehausen
Abbehausen - Ellwürden is een dorp in de Duitse gemeente Nordenham in de deelstaat Nedersaksen. Het telt ongeveer 3500 inwoners.
Abbehausen wordt voor het eerst vermeld in een oorkonde uit 1312. In 1974 werd de tot dan zelfstandige gemeente toegevoegd aan Nordenham.
- Virtual International Authority File: 243208307